# Ahmet Çakar
Ahmet Murat Çakar (* 3. August 1962 in Istanbul) ist ein ehemaliger türkischer Fußballschiedsrichter und gilt als einer der erfolgreichsten Schiedsrichter seines Landes. Im Hauptberuf ist er Mediziner.

## Karriere
Ahmet Çakar machte seinen Abschluss an der ältesten türkischen Universität, der İstanbul Üniversitesi Tıp Fakültesi. Nach seinem Studium praktizierte er als Mediziner und arbeitete nebenberuflich als Fußballschiedsrichter.
Er leitete über 100 internationale Spiele und Derbys und war der erste türkische Schiedsrichter, der Spiele in der UEFA Champions League leitete. Nach seiner Karriere als Fußballschiedsrichter, arbeitete er als Kommentator in diversen türkischen Sportprogrammen. Zurzeit kommentiert er die Geschehnisse im türkischen Fußball in einer Sendung namens Beyaz Futbol. Außerdem ist er als Sportredakteur für die türkische Tageszeitung Sabah tätig.

## Die wichtigsten Spiele seiner Karriere
- 18. Juni 1996 – Rumänien – Spanien (1:2) Fußball-Europameisterschaft 1996 1. Runde
- 1. März 1995 – AC Milan – Benfica Lissabon (2:0) UEFA Champions League Viertelfinale (Hinspiel)[3]
- 5. April 1995 – FC Bayern München – Ajax Amsterdam (0:0) UEFA Champions League Halbfinale (Hinspiel)[4]
- 20. März 1993 – Ghana – Brasilien (1:2) U-20-Fußball-Weltmeisterschaft Finale[5]

## Privates
Çakar ist verheiratet und hat zwei Kinder.

## Sonstiges
Am 25. Februar 2004 wurde Çakar von einer bisher unbekannten Person fünfmal angeschossen. Das Tatmotiv ist bis dato unbekannt; die Polizei geht davon aus, dass seine Kommentare über die Geschehnisse im türkischen Fußball das Motiv für den Täter war.